# Einnorden
Beim Einnorden wird eine Karte, ein Plan oder ein Luftbild so ausgerichtet, dass die darauf dargestellten Richtungen (z. B. der Verlauf von Straßen oder die Peilrichtungen zwischen jeweils zwei Objekten) parallel zu den entsprechenden Richtungen im Gelände verlaufen. Karte und Gelände sind dann gleich orientiert, insbesondere zeigt die Nordseite der Karte nach Norden. Das Einnorden erleichtert den Vergleich von Karte und Gelände, es ist auch Voraussetzung für einige Verfahren der Kartenarbeit mit dem Kompass.
Eine variierte Anwendung in der Astronomie ist das Einnorden eines Fernrohrs.

## Einnorden einer Karte

### Grobes Einnorden ohne Kompass
Das schnellste und einfachste Verfahren zum groben Einnorden einer Karte ist der direkte Vergleich mit dem umgebenden Gelände. Dabei muss der eigene Standort in der Karte hinreichend genau bekannt sein. Die Karte wird dann so lange gedreht, bis die Peilrichtung vom Standort zu einem fernen Objekt in der Karte (z. B. Hütte, Wegkreuzung, Berggipfel) mit der Peilrichtung im Gelände übereinstimmt. Dies ist natürlich nur bei hinreichender Fernsicht möglich. Manchmal können auch nahegelegene Geländemerkmale genutzt werden: Befindet man sich auf einem Weg, so dreht man die Karte, bis das in der Karte durch den Standort verlaufende Wegstück parallel zum realen Weg liegt. Dies ist auch mit anderen linienartigen Geländemerkmalen möglich, z. B. mit Waldrändern, Bächen usw. Befindet man sich auf einem Hang, so müssen die Höhenlinien der Karte senkrecht zur Falllinie des Geländes verlaufen.

### Grobes Einnorden mit Kompass

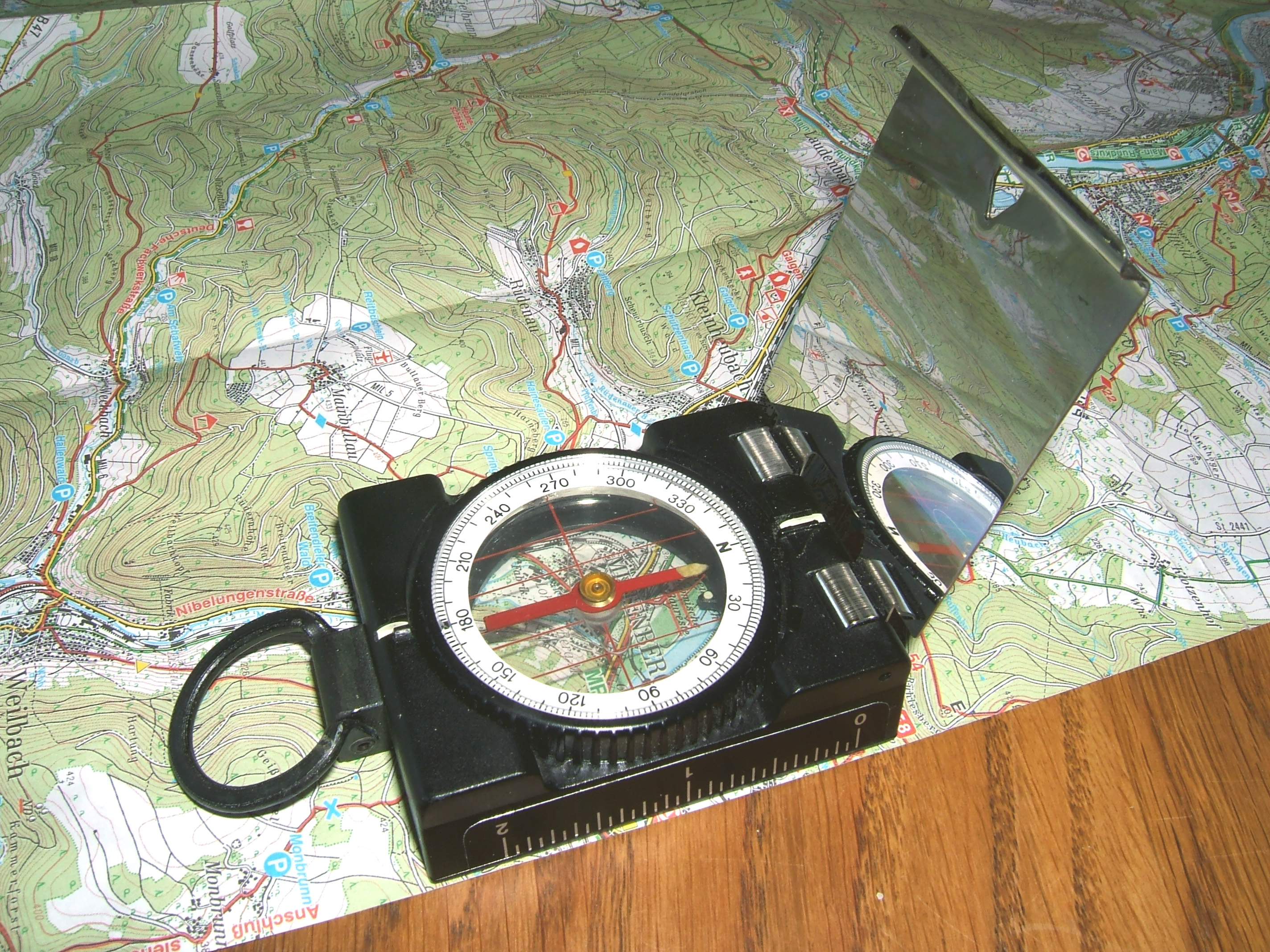
Grobes Einnorden einer Karte an der Kante

Beim Einnorden mit Hilfe eines Kompasses ist keine Fernsicht erforderlich und der eigene Standort muss nicht bekannt sein. Man dreht die Karte so lange, bis die seitliche Kartenblattkante, der seitliche Kartenrahmen oder die in Nord-Süd-Richtung verlaufenden Gitterlinien (sofern vorhanden) parallel zur Magnetnadel des Kompasses liegen, wobei das Nordende der Magnetnadel zur Nordseite der Karte zeigt. Ersatzweise können auch die auf der Karte meist in Ost-West-Richtung verlaufenden Ortsnamen genutzt werden, welche nach dem Einnorden senkrecht zur Magnetnadel stehen müssen.
Diese Kompassverfahren ignorieren den Unterschied zwischen geographisch Nord, Gitternord und magnetisch Nord. Im deutschsprachigen Raum betragen diese Unterschiede nur ein paar Grad, so dass das beschriebene grobe Einnorden für die meisten Orientierungsaufgaben völlig ausreicht. Bei höheren Genauigkeitansprüchen oder in Gegenden mit größerer Missweisung sind die im Folgenden beschriebenen Verfahren zu verwenden.

### Genaueres Einnorden mit Kompass

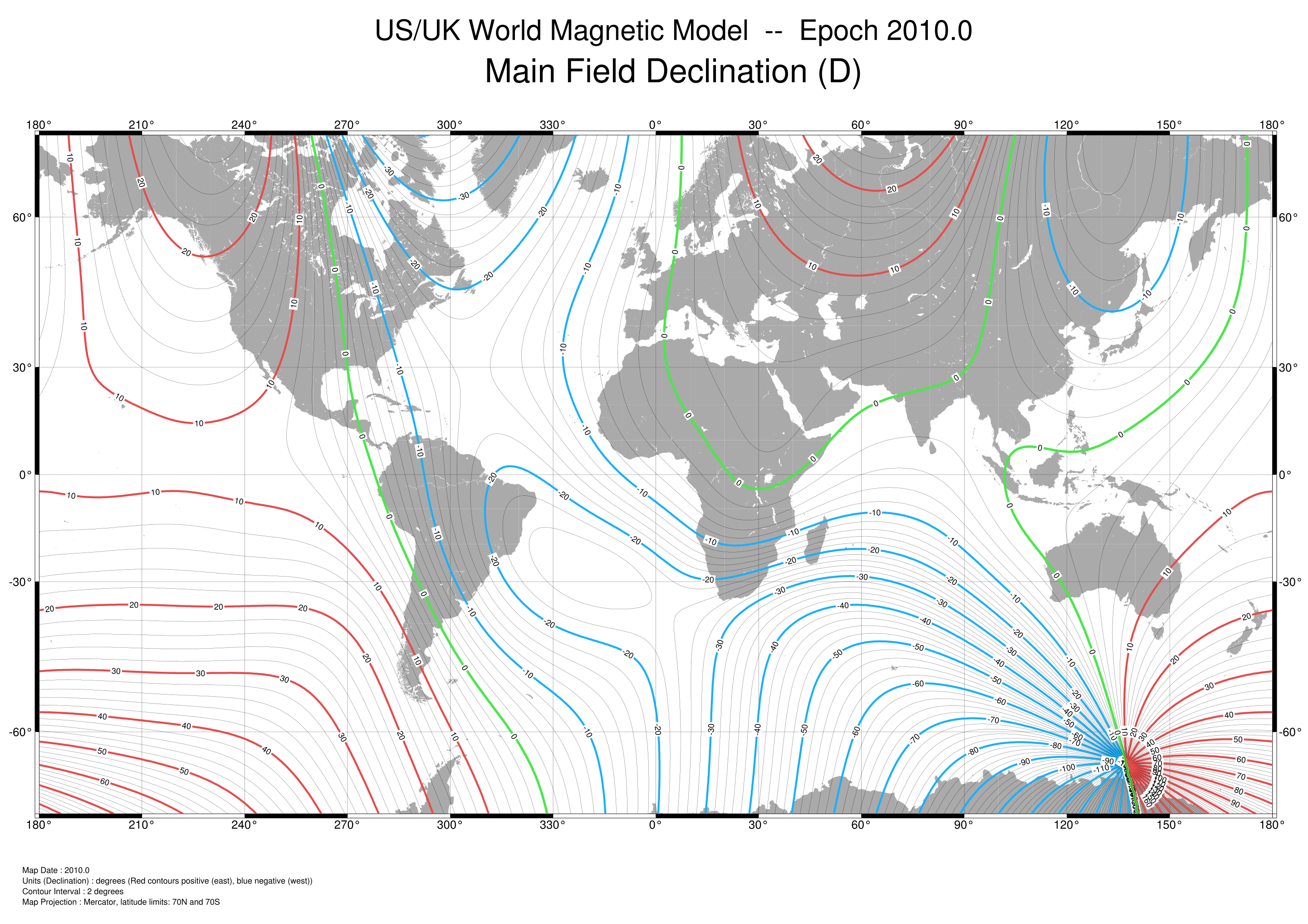
Missweisung: Das örtliche magnetisch Nord kann erheblich von geographisch Nord abweichen. Dargestellt ist die Missweisung für das Jahr 2010.
Meridiankonvergenz: Die Meridiane des geographischen Netzes (rot) verlaufen in der Regel geneigt zu den Linien des Kartengitters (grau).

In diesem Fall sind die folgenden Nordrichtungen zu unterscheiden:
- Geographisch Nord, also die Richtung zum geographischen Nordpol. Die Längenkreise (Meridiane) der Erde verlaufen in geographischer Nord-Süd-Richtung.
- Gitternord, also die Richtung der Kartengitterlinien (sofern vorhanden). Während alle Längenkreise auf den Nordpol zu laufen, sich also einander annähern („konvergieren“), verlaufen die Gitterlinien ihrer Definition gemäß parallel zueinander. In einem Meridianstreifen kann daher höchstens eine Gitterlinie mit einem Längenkreis zusammenfallen. Die anderen Längenkreise und Gitterlinien schneiden einander unter Winkeln, welche mit dem Abstand vom Äquator und mit dem Abstand vom Mittelmeridian des Meridianstreifens zunehmen.
- Magnetisch Nord, also die lokale Richtung der Feldlinien des Erdmagnetfeldes. Die Magnetnadel des Kompasses zeigt in Richtung magnetisch Nord.

Diese Nordrichtungen sind in der Regel nicht identisch:
- Den Unterschied zwischen  magnetisch Nord und geographisch Nord bezeichnet man als Missweisung oder Deklination. Sie beträgt im deutschsprachigen Raum gegenwärtig nur etwa 0,5° bis 3,5° Ost[1], erreicht aber z. B. in Kanada, USA, Südafrika und Neuseeland teilweise 20° oder mehr[2] und kann dann nicht mehr vernachlässigt werden.
- Den Unterschied zwischen Gitternord und geographisch Nord bezeichnet man als Meridiankonvergenz. Sie hat auf dem Mittelmeridian eines Meridianstreifens sowie auf dem Äquator den Wert Null und steigt zu den Streifenrändern sowie zu den Polen hin an – im UTM-Gitter bis maximal ±3°[3] und im Gauß-Krüger-Gitter bis maximal ±1.5°[4].
- Den Unterschied zwischen magnetisch Nord und Gitternord bezeichnet man als Nadelabweichung. Sie entspricht der Differenz Deklination minus Meridiankonvergenz.

Die amtlichen topographischen Karten in Deutschland und Österreich sind Gradabteilungskarten, d. h. die seitlichen Begrenzungen des Kartenfeldes sind Meridianlinien. Diese Karten sind daher eingenordet, wenn der Kartenrahmen nach geographisch Nord ausgerichtet ist. In vielen Karten sind Meridianlinien auch am Kartenrand angerissen, aber nicht durchgezogen; der Benutzer kann sie bei Bedarf selbst mit einem Lineal einzeichnen und zum Einnorden verwenden.
In der Schweiz fallen die Kartenränder der topographischen Karten mit Gitterlinien zusammen. Diese Karten sind eingenordet, wenn der Kartenrahmen nach Gitternord ausgerichtet ist. In vielen modernen Karten sind Kartengitter auch direkt in das Kartenfeld eingedruckt und können zum Einnorden verwendet werden. Geodätische Kartengitter sind nicht zu verwechseln mit den auf manchen Karten eingedruckten Suchgittern („Hotel Müller siehe B-7“), welche keine definierte Beziehung zur Nordrichtung haben.
Als Werkzeug zum Ausrichten der Karte nach geographisch Nord oder Gitternord dient ein Kompass. Dieser zeigt jedoch stets nach magnetisch Nord, so dass noch die Missweisung (wenn Meridianlinien nach geographisch Nord ausgerichtet werden sollen) oder die Nadelabweichung (wenn Gitterlinien nach Gitternord ausgerichtet werden sollen) als Korrektur angebracht werden muss. Diese Korrektur geschieht am einfachsten dadurch, dass die Kompassnadel nicht auf die Nordmarke der Kompassdose ausgerichtet wird, sondern so, dass sie auf der Gradeinteilung der Dose die betreffende Missweisung bzw. Nadelabweichung anzeigt. Topographische Karten enthalten in der Regel Angaben zur Missweisung oder Nadelabweichung für das dargestellte Gebiet.

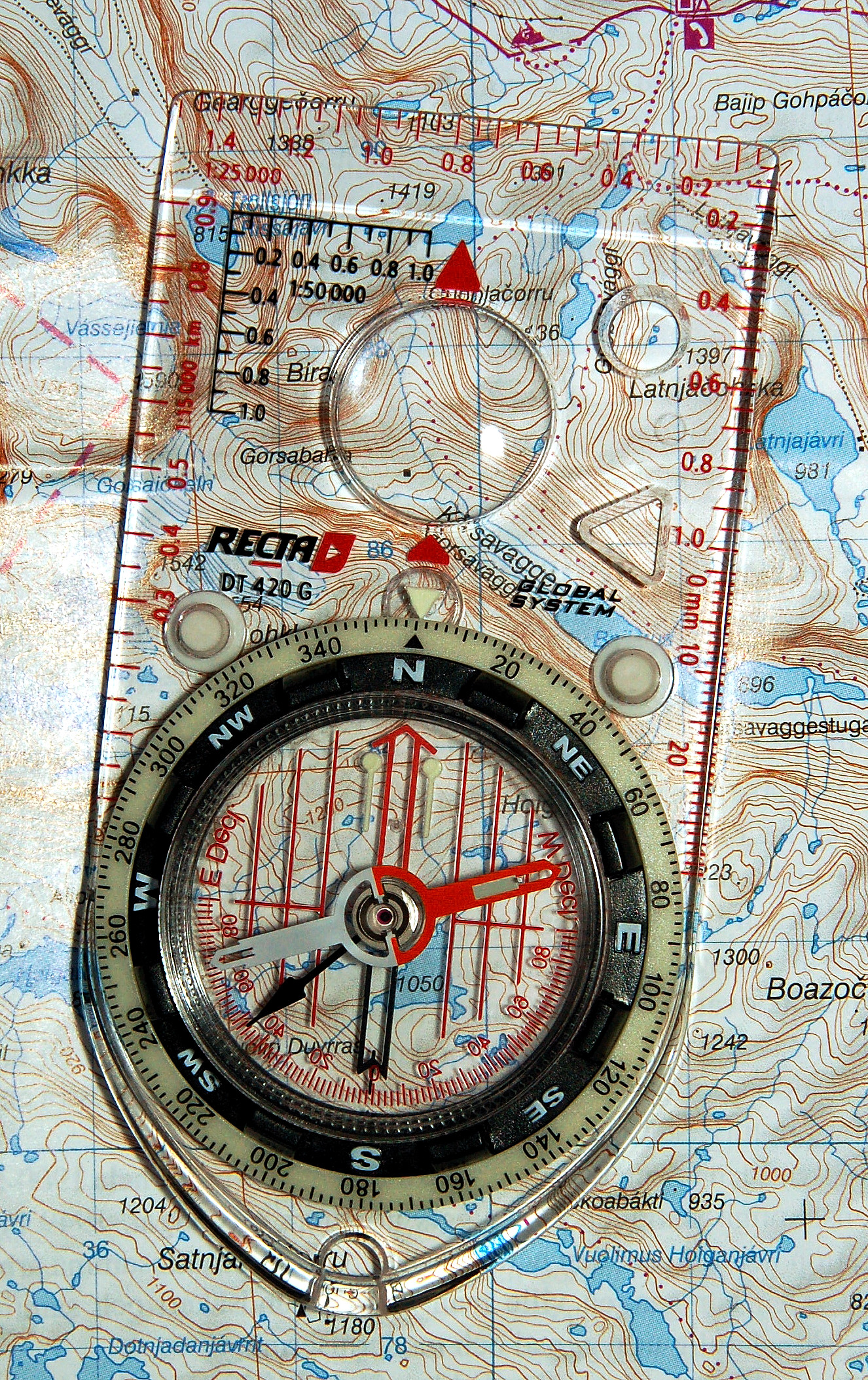
Typischer Kartenkompass

Für die Kartenarbeit besonders geeignet ist ein Kompass, dessen Gehäuseseite als Anlegekante ausgebildet ist. Ein solcher Kompass kann definiert an eine Kartenlinie angelegt und außerdem als Winkelmesser verwendet werden: Dreht man die Kompassdose gegenüber dem Gehäuse so, dass z. B. der Richtungswinkel 45° an der Ablesemarke des Gehäuses anliegt, dann bildet die Anlegekante einen Winkel von 45° mit der Nord-Süd-Markierung der Dose. Dreht man dann den gesamten Kompass so, dass die Kompassnadel parallel zur Nord-Süd-Markierung der Dose steht, dann bildet die Anlegekante auch einen Winkel von 45° mit der magnetischen Nordrichtung (siehe die unten beschriebenen Anwendungen).
Stellt man den Richtungswinkel 0° an der Ablesemarke ein, so stehen die Nord-Süd-Markierung der Dose und die Anlegekante zueinander parallel.
- Dreht man nun den gesamten Kompass so, dass das Nordende der Nadel auf der Gradeinteilung der Dose den Wert der Missweisung anzeigt, dann weist die Anlegekante in Richtung geographisch Nord.
- Dreht man den gesamten Kompass so, dass die Nadel auf der Gradeinteilung den Wert der Nadelabweichung anzeigt, dann weist die Anlegekante in Richtung Gitternord.

Zum Einnorden einer Karte legt man die Anlegekante je nach Verfügbarkeit an eine Meridian- oder Gitterline der Karte und dreht Karte und Kompass gemeinsam, bis die Nadel den Missweisungs- bzw. Nadelabweichungswert anzeigt. Eine zum Anlegen benutzte Meridianline zeigt dann nach geographisch Nord, eine zum Anlegen benutzte Gitterlinie zeigt nach Gitternord. Die Orientierung der Karte stimmt nun im Rahmen der Kompassgenauigkeit mit dem Gelände überein.
Magnetische Störungen durch Ausrüstungsgegenstände (Kugelschreiber, Uhr, Fotoapparat, anderer Kompass, Fahrzeug usw.) sind natürlich zu vermeiden. Lokale magnetische Anomalien sind gegebenenfalls durch Testpeilungen mit dem Kompass festzustellen und zu korrigieren.

### Anwendungen

#### Von der Karte ins Gelände
Um die im Gelände einzuschlagende Marschrichtung aus einer eingenordeten Karte zu entnehmen, wird der Kartenkompass so auf die Karte gelegt, dass seine Anlegekante den Standort und den Zielort verbindet. Die Kompassdose wird dann so gedreht, dass ihre Nord-Süd-Markierung parallel zur Magnetnadel steht. Die Anlegekante des Gehäuses und die Nord-Süd-Markierung der Dose haben nun denselben Winkel zueinander wie die Marschrichtung und die magnetische Nordrichtung.
Der so eingestellte Kompass kann von der Karte genommen werden; seine Anlegekante (oder ein parallel zur Kante am Gehäuse angebrachter Marschpfeil) weist in Marschrichtung, solange die Nord-Süd-Markierung der Dose parallel zur Magnetnadel gehalten wird. Es ist hierbei nicht notwendig, den Marschwinkel tatsächlich an der Gradeinteilung abzulesen, sofern er nicht anderweitig benötigt wird.

#### Vom Gelände in die Karte
Um eine Peilrichtung vom Gelände in die Karte zu übertragen (wenn z. B. ein Berggipfel identifiziert werden soll), wird
das betreffende Objekt mit dem Kompass angepeilt (je nach dessen Ausstattung über Kimme und Korn oder entlang der Anlegekante) und die Kompassdose so gedreht, dass ihre Nord-Süd-Markierung parallel zur Magnetnadel steht. Die Anlegekante des Gehäuses und die Nord-Süd-Markierung der Dose haben nun denselben Winkel zueinander wie die Peilrichtung im Gelände und die magnetische Nordrichtung.
Mit dieser Einstellung wird der Kompass so auf die eingenordete Karte gelegt, dass der Anfang seiner Anlegekante am eigenen Standort anliegt. Um diesen Punkt als Fixpunkt wird der gesamte Kompass gedreht, bis die Nord-Süd-Markierung der Dose parallel zur Magnetnadel liegt. Die Richtung der Anlegekante auf der Karte ist nun parallel zur Peilrichtung im Gelände und geht (im Rahmen der Kompassgenauigkeit) durch das zu identifizierende Objekt auf der Karte.
Dieses Verfahren kann auch umgekehrt zur Bestimmung des eigenen Standortes verwendet werden. Dazu peilt man ein auf der Karte identifizierbares Objekt im Gelände an, legt diesmal das Ende der Anlegekante an das Objekt in der Karte und dreht wieder den gesamten Kompass um diesen Fixpunkt, bis die Nord-Süd-Markierung der Dose parallel zur Magnetnadel liegt. Der eigene Standort liegt auf der so in der Karte bestimmten Linie. Wiederholung der Peilung mit einem anderen Objekt (möglichst in einem 90°-Winkel zur ersten Peilung) liefert eine zweite Standlinie; der Standort liegt im Schnittpunkt der beiden Standlinien.

### Kartenarbeit ohne Einnorden

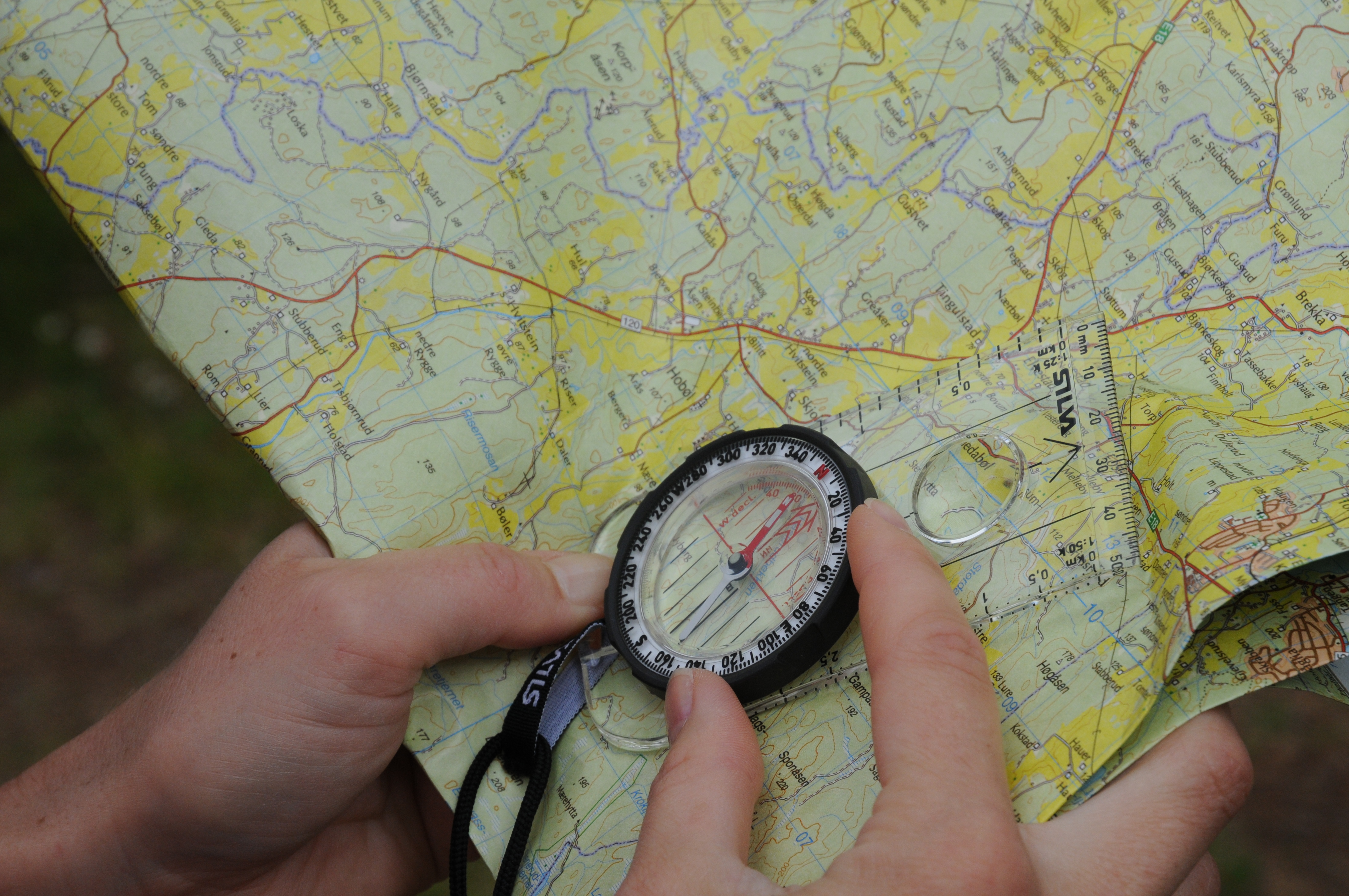
Winkelentnahme aus einer nicht eingenordeten Karte mit Hilfe eines transparenten Kartenkompasses.

Moderne Kartenkompasse machen das Einnorden der Karte überflüssig. Sie verfügen über eine durchsichtige Dose, auf deren Unterseite Nord-Süd-Linien aufgedruckt sind. Um einen Marsch- oder Peilwinkel aus der Karte zu entnehmen, legt man den Kompass mit der Anlegekante entlang der Zielrichtung auf die Karte und dreht die Dose, bis deren aufgedruckte Gitterlinien parallel zu den durch die Dose sichtbaren Meridian- oder Gitterlinien der Karte liegen. Damit ist die Zielrichtung bezüglich geographisch oder Gitternord am Kompass eingestellt und kann in das Gelände übertragen werden. Dazu wird der von der Karte genommene gesamte Kompass gedreht, bis die Magnetnadel auf der Gradeinteilung die Missweisung bzw. Nadelabweichung anzeigt.
Diese Methode benötigt keine Unterlage für die Karte. Karte und Kompass müssen nicht waagerecht liegen, können also frei in der Hand gehalten werden. Die Einstellung des Winkels auf der Karte ist auch unabhängig von eventuellen magnetischen Störungen, da die Magnetnadel an diesem Schritt nicht beteiligt ist. Andererseits geht der direkte Bezug zum Gelände verloren, so dass die Gefahr von Verwechslungen steigt.

## Andere Himmelsrichtungen

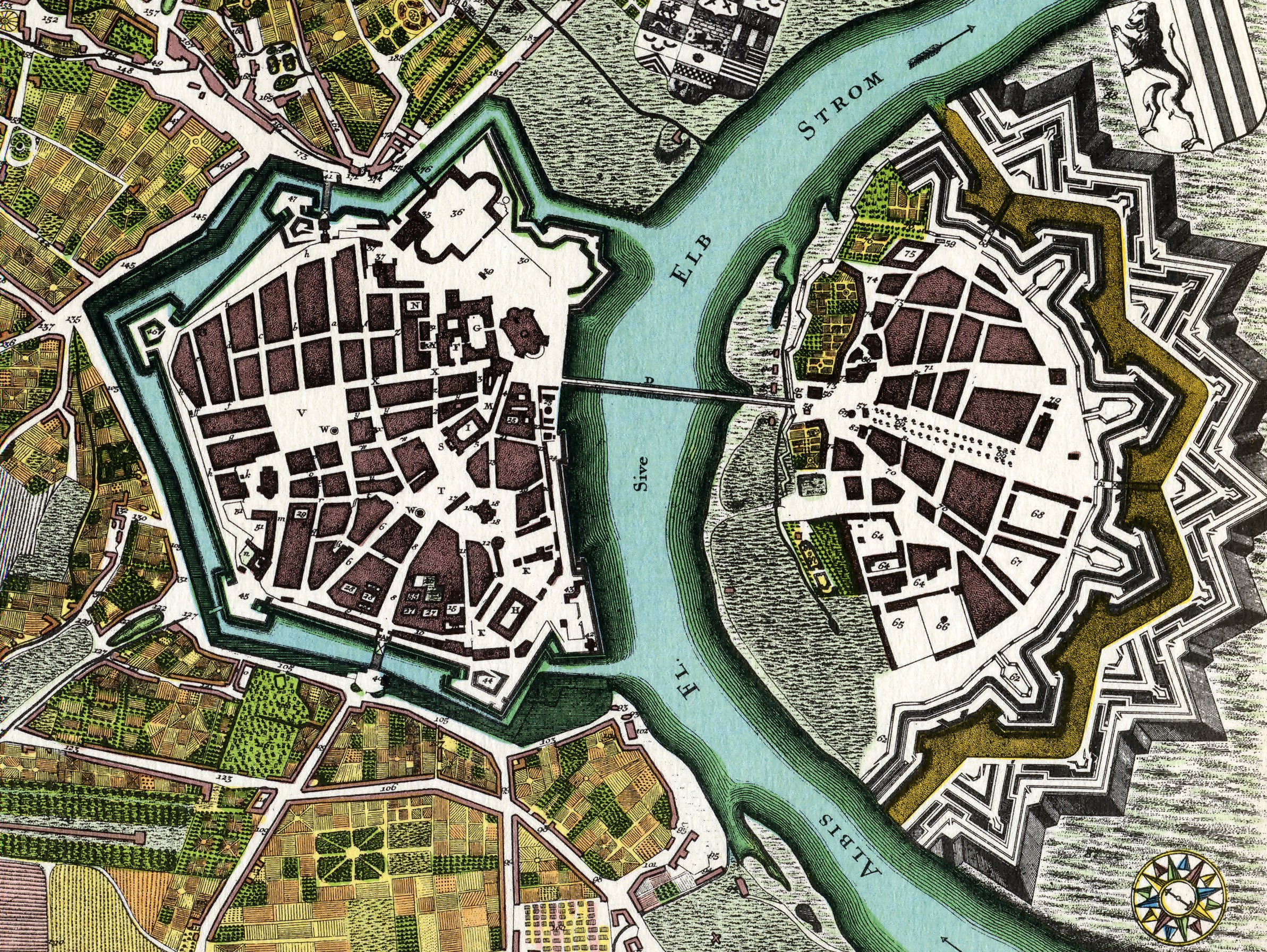
Die Residenzstadt Dresden liegt im Süden der Elbe, die Neustadt im Norden. Für den Kartographen steht die (Nord-Süd-)Stadt mit dem teilenden Fluss im Vordergrund. Somit zeichnete er West nach oben. Die genauen Himmelsrichtungen las der Benutzer unten rechts an der Windrose ab.

Bis ins 19. Jahrhundert wurden Kartenbilder auch nach anderen Himmelsrichtungen ausgerichtet, häufig bedeutete das eine „Südung“ der Karte. Da die Auffassung des Kartenzeichners häufig im Vordergrund stand, sind auch Kartenlagen vorhanden, die im Westen oder Osten nach oben zeigen. So geostete oder gewestete Karten liegen vorzugsweise bei Ansichten vor, wo es um die lokale oder regionale Betrachtung nach Wichtigkeit ging. Beispielsweise ist die Schmitt’sche Karte von Südwestdeutschland nach Frankreich hin orientiert und deshalb gewestet.
Fast immer ermöglichte jedoch ein eingezeichneter Nordpfeil, oft in Form einer Windrose, die Ausrichtung des Kartenblatts nach den Himmelsrichtungen.

## Astronomie
In der Astronomie versteht man unter Einnorden die korrekte Ausrichtung einer (parallaktischen) Montierung, die ein astronomisches Gerät trägt – beispielsweise ein Fernrohr oder eine Astrokamera. Die Stundenachse der Montierung wird dabei möglichst genau parallel zur Erdachse gerichtet, so dass sie also in Richtung Himmelspol zeigt. Für Beobachter auf der Nordhalbkugel der Erde liegt der Himmelspol stets genau in Nordrichtung (geographisch Nord, Durchstoßpunkt der Drehachse der Erde). Außerdem gehört zur Einnordung einer astronomischen Montierung auch die Einstellung der Polhöhe. Das Einnorden geschieht in der Regel mit Hilfe eines Polsuchers oder mit dem Verfahren nach Scheiner (Einscheinern, Scheiner-Methode). Auch die Kochab-Methode gibt für Hobbyastronomen eine hinreichende Genauigkeit. Eine moderne Alternative zur Scheiner-Methode ist Einnorden mit Excel.
Bei exakter Einnordung gleicht die Nachführung an der Montierung die scheinbare Himmelsdrehung (Erddrehung) im Zeitverlauf genau aus. Ohne genaue Einnordung laufen beobachtete Objekte langsam aus dem Gesichtsfeld, dabei werden länger belichtete Fotos zu Strichbildern.

## Sprachgebrauch
In der Umgangssprache wird der Begriff „einnorden“ oder „jemanden einnorden“ in der Bedeutung „die Richtung zeigen“ oder „jemanden zurechtweisen“ verwendet.